# 보병학교 (미국 육군)
미국 육군보병학교(United States Army Infantry School)는 미국 조지아주 포트 베닝에 있는 미국 육군의 보병 군사 학교이다. 교장으로 임명된 보병장군은 보병감(Chief of Infantry) 직책을 가진다. 표어는 " One Force, One Fight! Follow Me!→하나된의 전력, 하나된 전투! 날 따르라!"

## 역사
1918년 첫 개교하여 1918년에서 1920년까지 찰스 스튜어트 판즈워스가 교장보병학교 초대 사령장으로 2년간 재임하였고 1920년 미국 육군 군사 법률 일부 개정으로 인하여 미국 육군보병학교 교장이었던 찰스 스튜어트 판즈워스가 1920년에서 1925년까지 미국 육군보병학교 초대 교장으로 연이어 보직 변경하여 5년간 재임, 즉 7년간 미국 포트 베닝 보병학교 교장에 총재임하였다.
1991년 2월 8일, 학교여단이 제11보병연대로 재편성되었다.
2007년 6월 27일 제11보병연대가 제199보병여단으로 재편성되었다.
2013년 12월 12일, 제197보병여단이 해산하였다.
2020년 7월 31일, 제197보병여단이 재소집되었다.

## 분교
- 1921년 미국 텍사스주 오스틴에 미국 육군비행학교가 설치.
- 1924년 미국 워싱턴 D.C.에 미국 육군정보학교가 설치.
- 1925년 미국 뉴욕주 뉴욕에 미국 육군헌병학교가 설치.
- 1926년 미국 인디애나주 인디애나폴리스에 미국 육군행정학교가 설치.
- 1927년 미국 뉴저지주 프린스턴에 미국 육군정훈학교가 설치.
- 1929년 미국 펜실베이니아주 필라델피아에 미국 육군군사방위학교가 설치.
- 1936년 미국 버지니아주 리치먼드에 미국 육군병참학교가 설치.
- 1937년 미국 메릴랜드주 볼티모어에 미국 육군항공비행학교가 설치.
- 1948년 미국 노스캐롤라이나주 페이에트빌에 미국 육군심리전학교가 설치.
- 1950년 미국 조지아주 포트 베닝에 레인저학교가 설립.

## 교육 프로그램
| - 육군산악전학교 - 공수 및 레인저 훈련여단 - 정찰 감시 반장 과정 (RSLC) - 레인저학교 - 공수학교 - 강하조장학교/과정 - 제198보병여단 - 기초 전투훈련 단일기지부대훈련 (OSUT) - 보병 박격포 반장 과정 (IMLC) - 제199보병여단 - 직접 임관 장교 과정 (DCO) - 보병 초급장교 지도력 과정(IBOLC) - 국제군사학생사관 (IIMSO) - 기동 대위 직업과정 (MCCC) - 기동 초기지휘과정 (MPCC) - 기동 전술 초석 과정 (MTFC) - 사관후보생학교 (OCS) | 아래의 과정은 기갑학교 소속 제316기병여단에서 맡고 있다. - 저격수 과정 - 고급상황인지 (ASA) - 브래들이 장갑차장 과정 (BLC) - 브래들이 전문사수 과정 (BMG) - 격투기 과정 (Combatives Course) - 중무기 지도자 과정 (HWLC) - 사격술 전문교관 과정 (MMTC) - 소형무인항공장비전문교관 (SUAS) - 스트라이커 지휘관 과정 (SLC) |

## 교육훈련부대

보병학교 소속 교육훈련여단의 SSI
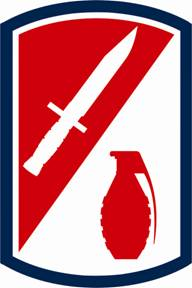
제192보병여단 (2013년 6월 16일 해산)
제197보병여단
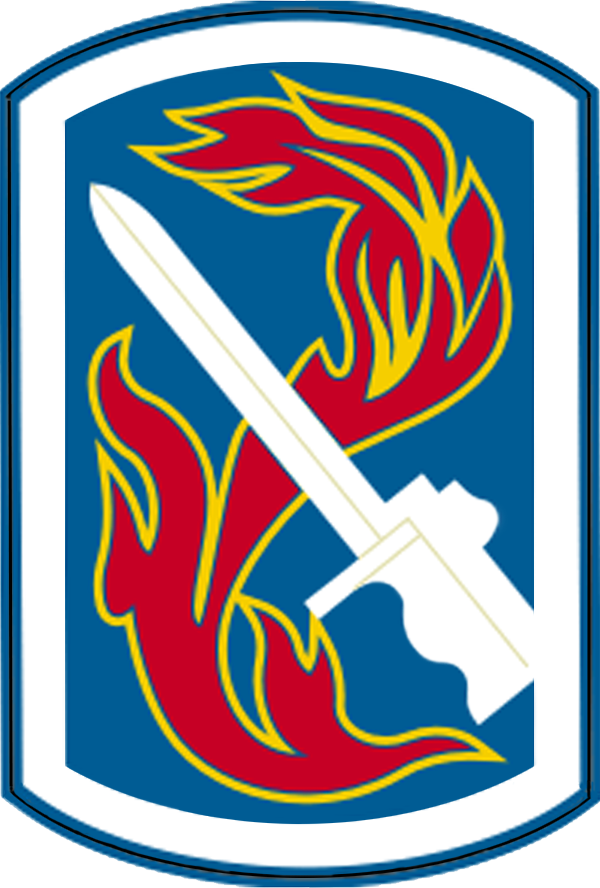
제198보병여단
제199보병여단
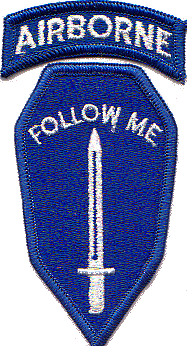
공수 및 레인저 훈련여단

### 현재
- 제192보병여단; 2013년 6월 16일, 해산.
- 제197보병여단
  1. 2007년 7월 17일 ~ 2013년 12월 12일, 해산[2]
  2. 2020년 7월 30일 재소집됨.
- 제198보병여단, 2007년 5월 15일부터 교육훈련부대로 지정됨.
- 제199보병여단, 2007년 6월 27일부터 교육훈련부대로 지정됨.
- 공수레인저훈련여단, 1950년 9월 1일 ~ 현재

### 과거
- 보병훈련여단; 1992년 6월 창설 ~ 2007년 5월 15일, 제198보병여단으로 재편성됨.
- 제11보병연대; 2007년 6월 27일, 제199보병여단으로 재편성됨.
- 제29보병연대; 2007년 7월 17일, 제197보병여단으로 재편성됨.

## 계보
- 1907년 2월 21일, School of Musketry
→머스킷학교
- 1918년 10월 5일, Infantry School of Arms
→전투보병학교
- 1920년 1월 30일, Infantry School
→보병학교
- 1946년 12월 7일, Infantry Center/Infantry School
→보병센터/보병학교
- 1964년 6월 1일, United States Army Infantry Center/United States Army Infantry School
→미국 육군 보병센터/미국 육군 보병학교

## 같이 보기
- 분류:미국 육군보병학교 동문

## 참고

### 인용
1. 1 2  “199th Infantry Brigade”. 《Maneuver Center of Excellence》. 2023년 8월 1일에 원본 문서에서 보존된 문서. 2023년 8월 1일에 확인함.
2. 1 2  Ben, Wright (2013년 12월 12일). “197th Infantry Brigade officially deactivated at Fort Benning”. 《Ledger-Enquirer》 (영어) (Columbus, Ga.). 2016년 11월 12일에 확인함.

### 자료
- “Appendix Four: Infantry School Commandants” (PDF). 《Infantry School》 (영어). 2019년 10월 15일에 원본 문서 (PDF)에서 보존된 문서. 2020년 1월 20일에 확인함.